# Clifford Peak
Clifford Peak är en bergstopp i Antarktis. Den ligger i Västantarktis. Argentina, Chile och Storbritannien gör anspråk på området. Toppen på Clifford Peak är 1 160 meter över havet.
Terrängen runt Clifford Peak är varierad. Havet är nära Clifford Peak åt sydost. Trakten är obefolkad. Det finns inga samhällen i närheten. 